# VdB 117
vdB 117 è una piccola nebulosa a riflessione visibile nella costellazione del Sagittario.
Si individua nella parte nordoccidentale della costellazione, a circa un grado a nord della brillante Nube stellare del Sagittario (M24). Il periodo più indicato per la sua osservazione nel cielo serale ricade fra giugno e novembre; trovandosi a declinazioni moderatamente australi, la sua osservazione è facilitata dall'emisfero australe.
vdB 117 si trova sul Braccio del Sagittario alla distanza di 1333 parsec (circa 4340 anni luce), calcolo effettuato tramite misure fotometriche; si estende per circa un primo d'arco a breve distanza angolare dalla nebulosa a emissione Sh2-43, con la quale possiede una distanza compatibile, dunque a breve distanza dall'associazione OB Sagittarius OB1. La stella responsabile della sua illuminazione è HD 167143, una gigante blu di classe spettrale B3III e una magnitudine apparente pari a 9,11.